# Науменко, Анатолий Максимович
Анатолий Максимович Науменко (род. 2 октября 1941 года) — советский и украинский германист, переводовед, литературовед, методист, филолог, доктор филологических наук, профессор.

## Образование и научная деятельность
Окончил в 1967 году филологический факультет Московского государственного университета имени М. В. Ломоносова по специальности «немецкий язык и литература». Там же учился в аспирантуре и докторантуре и защитил кандидатскую («Творческий метод К. Крауса — драматурга», 1976) и докторскую («Жанровые особенности австрийской драматургии 1918—1938-х годов», 1991) диссертации.
Автор 315 публикаций. Печатается с 1974 года на русском (Россия, Украина), украинском (Украина), немецком (Австрия, Голландия, Германия, Швейцария) языках, переводился на удмуртский (Россия) и немецкий (Австрия) языки. Преподавал немецкую филологию, переводоведение и зарубежную литературу в высших учебных заведениях России и Украины. Главной темой его научных трудов является немецкоязычная филология, а проблематикой — национальная специфика и философия языка, социальные и национальные закономерности литературного процесса, идиостиль художника, сущность художественного образа в беллетристике, неадекватность лингвистического перевода и необходимость перевода концептуального и т. д. Является научным руководителем аспирантов и докторантов по четырём специальностям: переводоведение, германские языки, общее языкознание, зарубежная литература. Был организатором международной конференции «Новые подходы к филологии в высшей школе» (1992, 1994, 1996, 1998, 2000, 2002). Научный редактор всеукраинского специализированного научного журнала «Новая филология»; с № 21 (2005) журнал издается под новым названием «Новейшая филология».
Имеет государственные награды[какие?].

## Основные труды
- Das konzeptuelle Ubersetzen:Goethes «Faust» in ostslawischer Ubersetzung. — Zaporizza:Staatliche Universitat Zaporizza, 1999. — 113 S.
- Філологічний аналіз тексту (Основи лінгвопоєтики). Навчальний посібник для студентів вищих навчальних закладів. — Вінниця: Нова книга, 2005. — 416 с.
- Теорія і практика перекладу. Німецька мова. — Вінниця: Нова книга, 2006. — 410 с. (в соавторстве с Кияком Т. Р. та Огуем О. Д.)
- Перекладознавство (німецько-український напрям): підручник .- К.:Київський університет, 2008.- 543 с. (в соавторстве с Кияком Т. Р. та Огуем О. Д.)
- Собрание сочинений: в 7 тт. — Миколаїв : Вид-во ЧДУ імені Петра Могили, 2015—2016